# Міжнародна асоціація розвитку

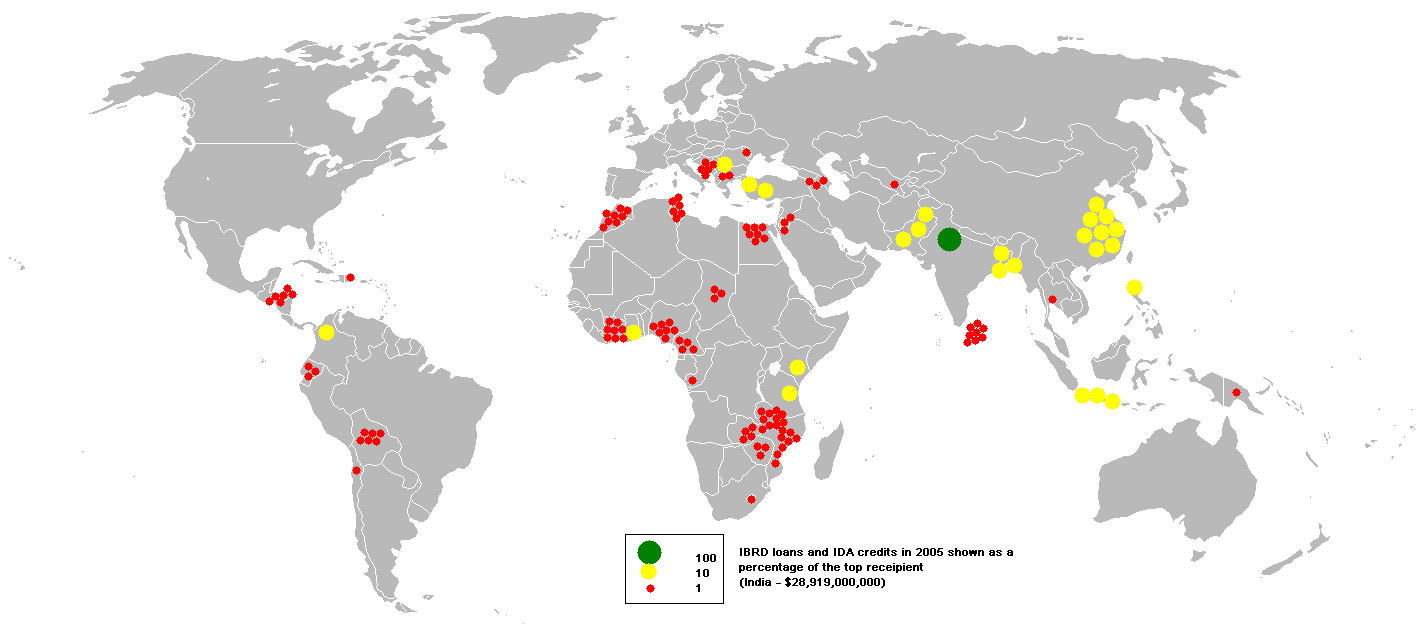
Сума наданих МАР та МБРР кредитів у світі у відсотках для кожної окремо взятої країни в 2005 році порівняно з лідером Індією (100 % = $28 919 000 000)

Міжнародна асоціація розвитку MAP англ. International Development Association (IDA)  — одна з п'яти інституцій Групи Світового банку, утворена в 1960 році. Місцезнаходження — Вашингтон. Нараховує 173 країни-учасниці, які поділяються на дві групи. До першої групи входить 22 високорозвинуті країни, а також Кувейт і Об'єднані Арабські Емірати. Другу групу складають країни, що розвиваються, і країни з перехідною економікою.
Асоціація поділяє місію Світового банку щодо скорочення бідності та прагне надавати доступне фінансування розвитку країнам, кредитний ризик яких є настільки високим, що вони не можуть дозволити собі запозичення на комерційних ринках або в рамках інших програм Банку. Мета МАР полягає в тому, щоб допомогти найбіднішим країнам швидше, справедливіше та стабільніше зростати задля подолання бідності. МАР є найбільшим постачальником коштів для проектів економічного та людського розвитку в найбідніших країнах світу. З 2000 по 2010 рік МАР профінансувала проекти, в рамках яких було найнято та підготовлено 3 мільйони вчителів, вакциновано 310 мільйонів дітей, надано кредитів на суму 792 мільйони доларів США 120 тисячам малих та середніх підприємств, побудовано або відновлено 118 тисяч кілометрів доріг з твердим покриттям, збудовано або відновлено 1 600 мостів, розширено доступ до якісної води для 113 мільйонів людей та покращено санітарно-гігієнічні умови для 5,8 мільйона людей. З моменту свого заснування в 1960 році МАР надала кредитів і грантів на загальну суму 238 мільярдів доларів США. Тридцять шість країн-позичальників асоціації втратили право на пільгове кредитування. Однак дев'ять з цих країн повернулися до рецидиву і не змогли повторно скористатися пільговим кредитуванням.

## Цілі діяльності
Основні цілі МАР:
- сприяння економічному розвиткові країн-членів;
- підвищення продуктивності праці;
- зростання рівня життя в державах-членах, в першу чергу, таких, що розвиваються.

Діяльність МАР спрямована, головним чином, на допомогу країнам, що розвиваються, через заохочення розвитку приватного сектора, мобілізації внутрішніх і зовнішніх джерел капіталу.

## Організаційна структура
Організаційна структура:
- Рада керуючих;
- Виконавчий директорат;
- Президент.

До Ради керуючих і Виконавчого директорату входять ті ж представники, що й до МБРР, тобто ті ж самі особи. Виконують вони аналогічні функції.
Президент МАР займається організаційною діяльністю. Штат співробітників МАР поділяється на чотири сектори: операції, фінансування, політика, планування.